# 2677 Joan
2677 Joan è un asteroide della fascia principale del diametro medio di circa 20,59 km. Scoperto nel 1935, presenta un'orbita caratterizzata da un semiasse maggiore pari a 2,9941770 UA e da un'eccentricità di 0,0447116, inclinata di 10,07023° rispetto all'eclittica.